# Mychajło Szczawnycki
Mychajło Szczawnycki (ur. 1754 w Gez na Zakarpaciu, zm. 1819) – ruski (rusiński) ksiądz greckokatolicki.

## Życiorys
W 1780 roku ukończył seminarium duchowne w Wiedniu i uzyskał święcenia. Od 1781 roku był wicerektorem Barbareum, w latach 1784–1787 był rektorem Greckokatolickiego Seminarium Generalnego we Lwowie. Był organizatorem Studium ruthenum przy Uniwersytecie Lwowskim.
Od 1787 roku był dyrektorem liceum w Mukaczewie.